# Dinamarca nos Jogos Olímpicos de Inverno da Juventude de 2012
A Dinamarca participará dos Jogos Olímpicos de Inverno da Juventude de 2012, a serem realizados em Innsbruck, na Áustria. Até o momento, o país classificou quatro atletas, dois do esqui alpino e dois do esqui cross-country.